# Vontobel
Vontobel Holding, «Фонтобель холдинг» — швейцарский банк, занимается управлением активами, инвестиционным и частным банкингом. Контрольный пакет акций принадлежит семье Фонтобель.

## История
В 1924 году Фридрих Эмиль Хеберли основал биржевое агентство Haeberli & Cie. В 1936 году руководство агентством перешло к Якобу Фонтеблю, он реорганизовал его в банк Bank J. Vontobel & Co. В 1984 году была создана холдинговая компания Vontobel Holding AG, объединившая банк и его дочерние структуры, в частности созданный в том де году филиал в США Vontobel USA Inc. Через два года акции Vontobel Holding были размещены на Швейцарской фондовой бирже.
В 1993 году была куплена доля в банке Banque Tardy, de Watteville & Cie, базировавшемся в Женеве, а в 1995 году был приобретён контрольный пакет акций банка Bankhaus Berger & Comp. со штаб-квартирой в Зальцбурге (Австрия). В начале 2000-х годов были открыты филиалы в Лихтенштейне, Люксембурге, Германии и Италии, а в 2008 году — в Дубае. В 2009 году был куплен швейцарский филиал Commerzbank. В 2012 году были открыты отделения в Сингапуре и Гонконге.
В 2015 году был куплен цюрихский Bank Finter, а также контрольный пакет акций лондонской компании TwentyFour Asset Management. В 2016 году была куплена инвестиционная компания Vescore с офисами в Цюрихе и Мюнхене.

## Деятельность
В списке крупнейших компаний мира по управлению активами за 2022 год дочерняя компания Vontobel Asset Management заняла 137-е место ($174 млрд)
Банк имеет обширную международную сеть отделений, распределение выручки по регионам:
- Швейцария — 62 %,
- остальная Европа — 22 %,
- Америка — 6 %,
- другие регионы — 11 %.